# Carlos Alfonso Soto Cobos
Carlos Alfonso Soto Cobos (Valladolid, 28 de marzo de 1968), más conocido como Carlos Soto, es un músico español. Fue uno de los fundadores de Celtas Cortos.

## Biografía
Formó parte de agrupaciones de música tradicional castellana (Almenara, La Bazanca, Joaquín Díaz, Tahona) hasta que en 1984 fundó junto con otros músicos Celtas Cortos. grupo en el que permanece desde 1984 hasta noviembre del 2003, componiendo algunos de los éxitos del grupo, y tocando instrumentos tales como la flauta travesera, flauta en sol, flauta china, flautín, whistle, gaita, uilleann pipes, pito midi, saxo soprano, saxo barítono y mandolina. Además, produce algunos de los discos del grupo, junto con Juan Ignacio Cuadrado, Eugenio Muñoz y Suso Saiz.
Desde joven estudia la flauta travesera clásica y el saxo con profesores de jazz como Bob Sands y Wade Mathew y en 1990 es profesor de flauta travesera en el Conservatorio de música de Valladolid. También estudia en la escuela municipal de cine de Valladolid y dirige el cortometraje Tiempo para un sueño en 1995, con la ayuda de Porfirio Enríquez como director de fotografía. 
Tras abandonar el grupo, forma junto con María Desbordes un nuevo grupo musical, denominado Awen Magic Land, una formación electrónica con sonoridades étnicas, cuyo lema es Músicas intemporales para volar y evadirse. Además, compagina esta labor junto con la de producción de discos musicales.
En 2005 produce el disco Sonido Rebelde de La Familia Iskariote.
El sello discográfico Keltia Musique se interesa por el primer disco, aún en proceso, de Awen Magic Land y a principios de septiembre del 2005 saca el álbum a la venta en Francia. En España se distribuye más tarde por la discográfica Resistencia.
A finales de diciembre del 2005, Awen Magic Land da los primeros conciertos en el festival Kann Al Loar de Landerneau y el Festival de Cornouailles de Quimper. En 2004 se producen los primeros conciertos de la formación en España, destacando una gira por teatros en Castilla y León.
Entre 2006 y 2007, Carlos produce el álbum Un signe en passant de Maxime Piolot, el disco El camino del agua de J.H.Toquero y Deiz al lid del coro Ensemble Choral du Bout du Monde. 
En 2009, publica con Awen Magic Land el segundo trabajo, titulado Open land.
En 2011, gana el premio Agapito Marazuela de la categoría Nueva creación de folcrore con un nuevo proyecto que llama Castijazz,  lo que le lleva a publicar el primer álbum bajo esta denominación, junto con María Desbordes.
Actualmente es también director del coro Pinares de Castilla.
El 23 de abril de 2015, participa junto a los Celtas Cortos en el festival de Villalar de los Comuneros en el tema La senda del tiempo, lo cual supone el reencuentro del músico con sus excompañeros, después de haber abandonado el grupo 11 años atrás.
A finales de 2015 crea junto con Jaime Lafuente, María Desbordes y Jesús Ronda el grupo Natívitas que recupera la música tradicional navideña.

## Discografía
| Álbumes de estudio - 1989 - Salida de emergencia - 1990 - Gente impresentable - 1991 - Cuéntame un cuento - 1993 - Tranquilo majete - 1996 - En estos días inciertos - 1998 - El alquimista loco - 1999 - Tienes la puerta abierta - 2003 - C'est la vie Recopilatorios - 1995 - ¡Vamos! (Recopilatorio) - 1999 - The best of (Recopilatorio) - 2001 - Grandes éxitos, pequeños regalos (Recopilatorio) - 2002 - Gente distinta (Recopilatorio) Álbumes en directo - 1997 - Nos vemos en los bares (Directo) Otros - 1988 - Así es como suena: folk joven (denominado como disco cero por los propios miembros de la banda) - 2004 - Celtificado (álbum no oficial) | - 2005 - Awen Magic Land - 2009 - Open Land | - 2011 - Castijazz |